# Christian Friedrich Lessing
Christian Friedrich Lessing (Groß-Wartenberg, hoje, Syców, 10 de agosto de 1809 — Krasnoyarsk, 13 de março de 1862) foi um médico e botânico alemão.
Lessing era uma autoridade botânica na família de plantas Asteraceae e, em 1832, publicou um influente tratado sobre Asteraceae chamado Synopsis generum Compositarum. Ele realizou uma extensa pesquisa botânica na Sibéria. Em 1862 foi enterrado no Cemitério da Trindade, na cidade siberiana de Krasnoyarsk.
O gênero de planta Lessingia da família Asteraceae é nomeado em homenagem a Christian Friedrich, Karl Friedrich e Gotthold Ephraim Lessing. 

## Publicações
- Synopsis generum Compositarum…. 1832.
- Reise durch Norwegen nach den Loffoden durch Lappland und Schweden (Berlim, 1831)